# くおんみどり
くおん みどりは、日本の漫画家、ライター。東京都生まれ。

## 経歴
1990年、少女漫画雑誌『おまじないコミック』（実業之日本社）で商業誌デビュー。BL（ボーイズラブ）や学年誌、ゲーム雑誌、女性向けファッション誌、携帯コミックなどで執筆活動を行う。
また、みどりかわあきらというペンネームでも作品を発表しており、こちらは成人向け作品（レディースコミックなど）や同人誌で使用していることが多い。